# Morne Cézanne
Le morne Cézanne est un sommet situé sur l'île de Basse-Terre en Guadeloupe. 
S'élevant à 544 mètres d'altitude, il se trouve sur le territoire de la commune de Petit-Bourg.